# David Kyle
David A. Kyle (Monticello, 14 febbraio 1919 – 18 settembre 2016) è stato uno scrittore statunitense di fantascienza.
Kyle fu uno dei primi membri dei Futuriani tra il 1937 e il 1945, un gruppo che riuniva i maggiori scrittori del genere fantascientifico e che comprendeva tra gli altri Isaac Asimov, Damon Knight e Cyril Kornbluth. Prese parte alla prima World Science Fiction Convention nel 1939 e fondò, assieme a Martin Greenberg nel 1948, la Gnome Press, casa editrice specializzata nel genere fantascientifico, che pubblicò tra l'altro Io, Robot e il Ciclo della Fondazione di Isaac Asimov e successivamente le Raccolte di Conan il barbaro di Robert E. Howard, basate sul personaggio di Conan il barbaro.
Nel 1976 ricevette il premio speciale BSFA per il libro A "Pictorial History of Science Fiction", assegnato dalla "British Science fiction Association
Tra il 1980 e il 1983 scrisse tre libri sequel del filone di Lensman di E. E. Smith, intitolati The Dragon Lensman, Lensman from Rigel e Z-Lensman. Inoltre, ha scritto centinaia di articoli su varie riviste di fantascienza.